# Gino Funaioli
Gino Funaioli (* 2. Oktober 1878 in Pomarance; † 28. Dezember 1958 in Florenz) war ein italienischer Klassischer Philologe.

## Leben
Gino Funaioli, der Sohn des Rechtsanwalts und Grundbesitzers Alessandro Funaioli, besuchte die Gymnasien in Volterra und Siena und studierte anschließend Klassische Philologie in Florenz (unter anderem bei Felice Ramorino, Girolamo Vitelli, Ernesto Giacomo Parodi und Pio Rajna). Nach dem Studienabschluss ging Funaioli 1901 für ein Jahr nach München, um seine Studien bei Ludwig Traube und Eduard Wölfflin zu vertiefen. Traube war damals der führende Vertreter des Mittellateins, Wölfflin als Gründer des Thesaurus Linguae Latinae ein bedeutender Latinist. In Wölfflins Zeitschrift Archiv für lateinische Lexikographie veröffentlichte Funaioli seine ersten wissenschaftlichen Untersuchungen (in deutscher Sprache).
Seit dieser Zeit hatte Funaioli dauernde Verbindungen mit der deutschen Altertumswissenschaft. Er arbeitete noch einige Monate als Lehrer am Lyzeum in Volterra, kehrte aber schon 1902 nach Deutschland zurück. An der Universität Bonn lehrte er als Dozent von 1905 bis 1913 Italienisch und Latein und stand in regem Austausch mit den Altphilologen Franz Bücheler und Hermann Usener.
Beim Ausbruch des Ersten Weltkrieges kehrte Funaioli nach Italien zurück. Hier setzte er seine akademische Laufbahn fort. Bereits 1914 wurde er auf den Lehrstuhl für griechische und lateinische Grammatik und lateinische Literatur an der Universität Messina berufen. 1920 wechselte er an die Universität Palermo, 1927 an die Katholische Universität in Mailand, 1934 nach Bologna und 1940 nach Rom an die Universität La Sapienza, wo er bis zu seinem Eintritt in den Ruhestand lehrte. 1936 erhielt er die Ehrendoktorwürde der Universität Göttingen.
Funaioli war einer der führenden Vertreter der Latinistik in Italien. Seine Arbeiten, die er in italienischer und deutscher Sprache verfasste, befassten sich besonders mit der lateinischen Literatur der republikanischen und augusteischen Zeit (Sallust, Horaz, Vergil), aber auch mit späteren Epochen (Augustinus von Hippo) und mit der lateinischen Grammatik.